# 蔡如蘅
蔡如蘅（？—1642年），字香君，號湘渚，貴州貴陽人。明末政治人物。

## 生平
天啓七年（1627年）舉丁卯科貴州鄉試，官安廬兵備副使。《明史》說他“貪戾，民不附，賊諜滿城中不能知。”娶王月為妾。崇禎十五年（1642年），張獻忠陷廬州府舒城縣，蔡如蘅與王月同避井中，賊以繩引上，蔡如蘅見張獻忠後遇害。

## 親屬
兄蔡彥遷，同榜舉人。